# Peter Fahr

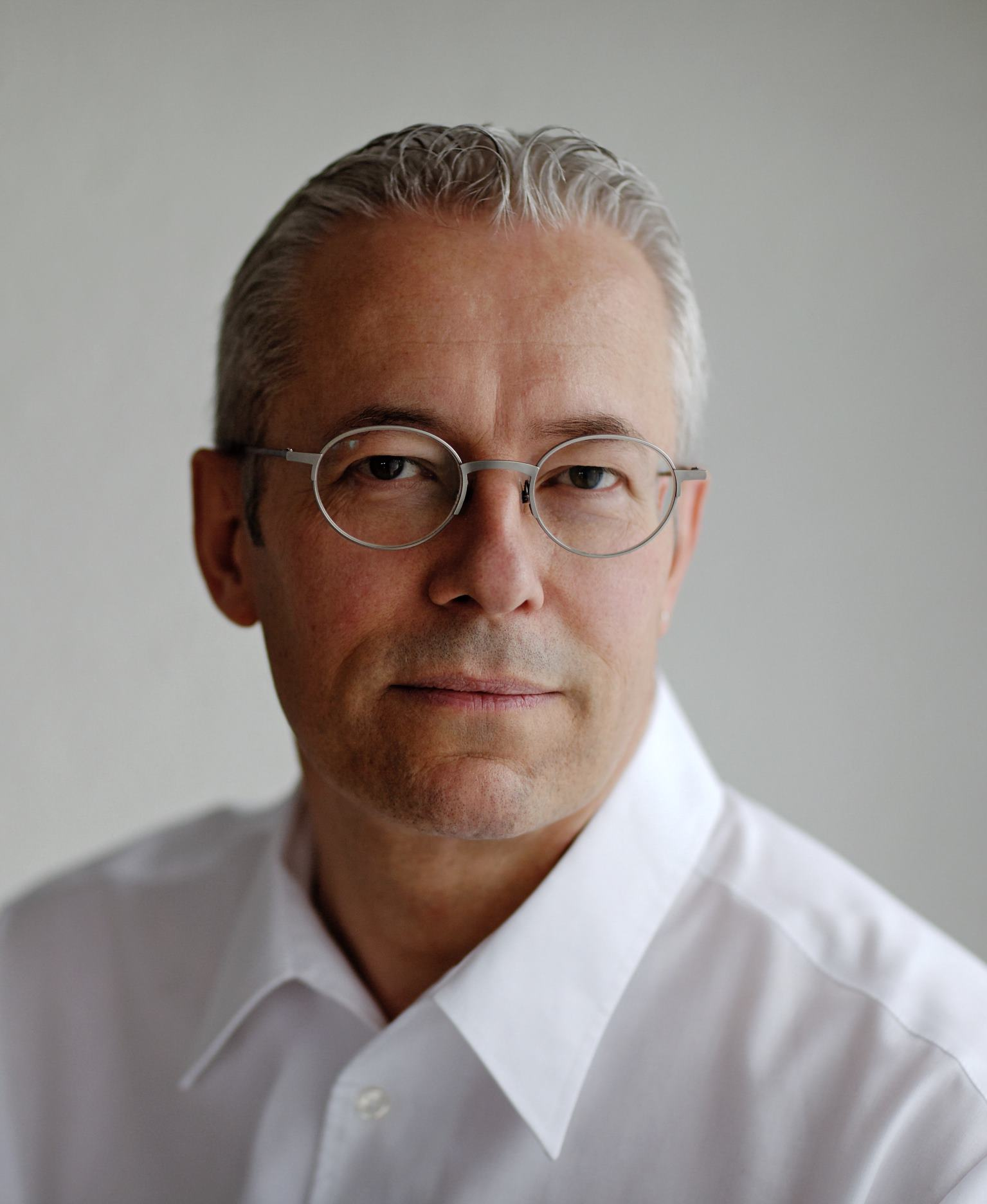
Peter Fahr, 2015

Peter Fahr (* 16. Mai 1958 in Spiegel bei Bern als Pierre Farine) ist ein Schweizer Schriftsteller, Lyriker und Plakat-Aktionist.

## Leben und Wirken
Peter Fahr besuchte die Primar- und Sekundarschule in Spiegel und Wabern bei Bern. Kurz besuchte er das Zeichenlehrerseminar in Basel und studierte an der Universität Bern Germanistik, Linguistik und Kunstgeschichte, schloss das Studium jedoch nicht ab.
Fahr schreibt unter anderem Gedichte, Kurzgeschichten, Erzählungen, Essays und Kindergeschichten. Seine Texte thematisieren Natur und Zivilisation, Religion und Politik, Glaube und Hoffnung, Liebe und Tod. Erste Beachtung fand Fahr durch öffentliche Aktionen mit Weltformat-Plakaten: 1982 Aphorismen, 1983 Autotod und 1988 Dialog mit der schweigenden Mehrheit. Nach der literarischen Collage Berner Kälte, die sich mit dem jugendlichen Lebensgefühl in der modernen Stadt auseinandersetzt, publizierte er TagTraumLiebe, Beziehungsgeschichten im Spannungsfeld der Frühliebe. 1993 prägte er im Essayband Ego und Gomorrha angesichts der zunehmenden Zerstörung der Natur Begriffe wie Suizidgesellschaft, Umweltfaschismus und Ökologischer Weltbürgerkrieg. In den kommenden Jahren befasste sich seine Zeitkritik u. a. mit Genmanipulation, Militarismus, Fremdenfeindlichkeit Rassismus, Kultur- und Literaturbetrieb.
Fahr veröffentlichte in bisher sechs Gedichtbänden Polit-, Natur- und Liebeslyrik (2018 vereint im Sammelband Selten nur). In einigen Lyrik- und Prosawerken wie Fahrlässig, Menetekel und Frühe Liebe kombinierte er Text und Fotografie. 2015 erschien seine dialogische Autobiografie Alles ist nicht alles.
Er ist Mitglied bei den Verbänden Autorinnen und Autoren der Schweiz (AdS), Berner Schriftstellerinnen und Schriftsteller Verein (BSV), DeutschSchweizer PEN Zentrum (DSPZ) und ProLitteris.
Fahr ist verheiratet, kinderlos und lebt in Bern.

## Werke

### Prosa
- Berner Kälte. Collage. Erpf, Bern 1983, ISBN 3-256-00048-7.
- TagTraumLiebe. Geschichten. Brennnessel, Wädenswil 1985, ISBN 3-85578-016-1.
- Ego und Gomorrha. Texte wider die Suizidgesellschaft. Essays, mit einem Vorwort von Jean Ziegler. Nemesis, Bern 1993, ISBN 3-9520343-0-4.
- Frühe Liebe. Ein Totentanz. Erzählung. Offizin, Zürich 2013, ISBN 978-3-907496-83-1.
- Alles ist nicht alles. Dialoge, Autobiografie. Offizin, Zürich 2015, ISBN 978-3-906276-19-9.
- Die Schatten tanzen. Erzählung. Münster Verlag, Basel 2020, ISBN 978-3-907146-94-1.
- Der Atem der Worte. Essays, mit einem Geleitwort von Adolf Muschg. Edition Königstuhl, St. Gallenkappel 2022, ISBN 978-3-907339-11-4.
- Ich lebe lichterloh. Aufzeichnungen, mit einem Vorwort von Hans See. Edition Königstuhl, St. Gallenkappel 2023, ISBN 978-3-907339-41-1.

### Lyrik
- Nächte, licht wie Tage. Gedichte mit Bildern von Max Spring. Benteli, Bern 1990, ISBN 3-7165-0718-0.
- Fahrlässig. Ein poetisches Bilderbuch, mit einem Geleitwort von Kurt Marti. Nemesis, Bern 1995, ISBN 3-9520343-1-2.
- Dem Unendlichen nah. Liebesgedichte, mit einem Vorwort von Dorothee Sölle. Nemesis, Bern 1998, ISBN 3-9520343-2-0.
- Menetekel. Fotogramme zur Jahrtausendwende, mit einem Vorwort von Hans Saner. Nemesis, Bern 2005, ISBN 3-9520343-3-9.
- Über uns hinaus. Gedichte, mit einem Vorwort von Konstantin Wecker. Offizin, Zürich 2015, ISBN 978-3-906276-06-9.
- Dekadenzen. Gedichte zur Zeit. Münster, Basel 2017, ISBN 978-3-905896-76-3.
- Selten nur. Die Gedichte, mit einem Nachwort von Volker Michels. Münster, Basel 2018, ISBN 978-3-905896-86-2.
- Ich denke dich. Gedichte, mit einem Nachwort von Eugen Drewermann. Edition Königstuhl, St. Gallenkappel 2025, ISBN 978-3-907339-85-5.

### Kinderbilderbücher
- Nono Nilpferd. Mit Bildern von Hanspeter Schmid. Palazzo, Zürich 2000, ISBN 3-907588-12-6.
- Pups! mit Bildern von Carola Holland. Annette Betz, Wien 2003, ISBN 3-219-11063-0.
- Als der Nikolaus krank war …. Mit Bildern von Petra Probst. Annette Betz, Wien 2003, ISBN 3-219-11093-2.

### Plakat-Aktionen
- Aphorismen. Bern 1992
- Autotod. Bern 1983
- Dialog mit der schweigenden Mehrheit. Bern, Basel-Stadt, Basel-Land, Zürich und Langenthal 1988

### Hörspiele
- Das letzte Spiel. Radio Förderband, Bern 1984.
- Zivil. Ein radiophonischer Versuch. Zusammen mit Bänz Friedli. Radio Förderband, Bern 1986.
- Da falle alli Tröimeli. Zusammen mit Ursula Eggli und Jakob Paul Gillmann. Radio DRS 1 1994.

## Auszeichnungen (Auswahl)
- 1985: Kurzgeschichten-Preis der Steigenberger-Hotelkette
- 1987, 1994: Werkjahr von Stadt und Kanton Bern
- 1990: «Umweltschutzpreis 1990», verliehen durch den Touring Club Schweiz
- 1995: Auszeichnung «Schönstes Schweizer Buch 1995» für Fahrlässig, verliehen durch das Eidgenössische Departement des Innern (EDI)
- 2000–2015: Werkbeiträge von zahlreichen Stiftungen und Kulturinstitutionen
- 2017: Jury- sowie Publikumspreis des Schreibwettbewerbs «TEXTEN» der Offenen Kirche Heiliggeist Bern
- 2018: 2. Preis des «Der Bund-Essay-Wettbewerbs» zum Thema Migration
- 2019: 1. Preis des Lyrik-Wettbewerbs im Rahmen der 9. Aktionswoche gegen Rassismus der Stadt Bern
- 2020, 2021: Werkbeiträge von Stadt und Kanton Bern, Burgergemeinde Bern, Gesellschaften zu Mittellöwen, Ober-Gerwern und Zimmerleuten
- 2024, 2025: Werkbeiträge von Burgergemeinde Bern und Kanton Bern, Gesellschaften zu Ober-Gerwern und Zimmerleuten